# Мальтийский механизм
Мальти́йский механи́зм — механизм прерывистого движения, преобразующий равномерное вращательное движение в прерывистое вращательное движение.
Основное применение механизм получил в кинопроекторах в качестве скачкового механизма для прерывистого перемещения киноплёнки на шаг кадра. Создателями мальтийского механизма в кинематографе считаются французы Констенсуз и Бюнцли, получившие патент номер 261292 14 ноября 1896 года.
Механизм преобразует равномерное вращение ведущего вала в скачкообразное вращение ведомого, на котором закреплён скачковый барабан, непосредственно осуществляющий прерывистое перемещение киноплёнки.
Мальтийский механизм имеет намного большие габариты и массу, нежели грейферные скачковые механизмы. Однако по сравнению с ними обеспечивает меньшее и более равномерное воздействие на перфорацию киноплёнки при более высоком КПД. Благодаря меньшей нагрузке на перфорацию и, как следствие, меньшему износу фильмокопии по сравнению с грейфером, мальтийский механизм применяется в большинстве кинопроекторов, рассчитанных на киноплёнку 35-мм и 70-мм.
Мальтийские механизмы используются не только в киноаппаратуре и бывают с внешним и внутренним зацеплением, и, как правило, с числом пазов от 3 до 12.

## Рабочий угол
Одной из главных характеристик мальтийского механизма (как и других разновидностей скачковых механизмов) является рабочий угол. Это величина, характеризующая угол поворота ведущего вала, за который происходит перемещение ведомого (киноплёнки). Считая, что полный цикл работы механизма проходит за поворот вала на 360°, можно вычислить угол, при котором киноплёнка остаётся неподвижной. У мальтийского механизма с четырёхлопастным крестом рабочий угол составляет 90°, что означает угол покоя в 270°. Это соответствует КПД в 75 %. Таким образом, чем меньше рабочий угол, тем выше КПД. Для повышения КПД в некоторых кинопроекторах применяются мальтийские механизмы с ускорителями. Такие механизмы называются кулисно-мальтийскими и их действие основано на неравномерной угловой скорости ведущего вала, за счёт которой время перемещения киноплёнки уменьшается по отношению к полному циклу.

## Количество лопастей
В подавляющем большинстве кинопроекторов применяется мальтийский механизм с четырёхлопастным крестом. Это обусловлено максимальным КПД при относительно низких ускорениях ведомого звена, важных с точки зрения износа перфорации. Четырёхлопастный мальтийский механизм обладает рабочим углом 90° — минимальным из всех возможных, не считая трёхлопастного, рабочий угол которого 60°. Но трёхлопастный крест развивает недопустимо высокие ускорения при транспортировке киноплёнки, делающие его непригодным в кинотехнике. Мальтийские механизмы с бо́льшим количеством лопастей имеют более низкий КПД, обладая большим рабочим углом. В кинопроекторах, оснащённых двухлопастным обтюратором с одной холостой лопастью от КПД скачкового механизма зависит полезный световой поток, попадающий на экран, поэтому четырёхлопастный мальтийский крест — наилучший компромисс. Работающий обтюратор такого кинопроектора уменьшает световой поток всего вдвое, имея коэффициент обтюрации 0,5.

## Применение
Более низкая, чем у грейферного механизма, точность перемещения киноплёнки не позволяет применять мальтийский механизм в киносъёмочной и кинокопировальной аппаратуре, в которой киноплёнка проходит только один раз, и её износ грейфером по этой причине остаётся в допустимых пределах. В кинокопировальной аппаратуре мальтийский механизм применяется для перемещения светового паспорта. Механизм используется также в системах смены пера для графопостроителей, дискретизаторах и т. п. Применяются мальтийские механизмы и в поворотных столах агрегатных станков.
Большинство мальтийских крестов, применяемых в технике, имеет радиальные пазы, что исключает явление удара при входе пальца. Такие кресты считаются «нормальными», в отличие от крестов со смещённым пазом, ось которого не проходит через центр вращения. При работе механизма с «ненормальными» крестами возникают большие ускорения, приводящие к быстрому износу пальца.

## Название
Разновидность механизма с одной закрытой щелью применялась в швейцарских часах для предотвращения перезавода (отсюда английское Geneva drive).
Русское «мальтийский механизм» — от внешнего сходства ведомого звена устройства с мальтийским крестом (часто в просторечии называется передача «мальтийский крест»).